# Sonny Clark Trio
Albums de Sonny Clark
Oakland, 1955
(1955) Dial « S » for Sonny
(1957)
Sonny Clark Trio est un album du pianiste de jazz Sonny Clark, enregistré en 1957 pour le label Blue Note. La section rythmique qui l'accompagne est constituée par le contrebassiste Paul Chambers et le batteur Philly Joe Jones. Une version remastérisée paraît en 2001 complétée par trois prises alternatives.

## Enregistrements
Les morceaux sont enregistrés le 13 octobre 1957 au Van Gelder Studio situé à Hackensack (New Jersey).
Une version remastérisée par l'ingénieur du son Rudy Van Gelder et produite par Michael Cuscuna est proposée en 2001. Elle contient également trois titres supplémentaires, des prises alternatives des morceaux I Didn't Know What Time It Was (4:18), Two Bass Hit (3:59) et Tadd's Delight (5:00).
| Musicien         | Instrument  | Titre |  | Équipe technique |             |
| ---------------- | ----------- | ----- |  | ---------------- | ----------- |
| Sonny Clark      | piano       | 1-6   |  | Alfred Lion      | producteur  |
| Paul Chambers    | contrebasse | 1-5   |  | Rudy Van Gelder  | ingénieur   |
| Philly Joe Jones | batterie    | 1-5   |  | Leonard Feather  | liner notes |

## Titres
L'album propose six morceaux qui sont des compositions populaires ou des standards du bop. Le premier morceau Be-Bop, d'une durée proche de 10 minutes est une composition de Dizzy Gillespie sur lequel Clark s'exprime pleinement sur chaque note sans relâcher l'attention de l'auditeur,. Two Bass Hit est un standard du bebop marqué en particulier par la forte présence de Jones. Sur Softly, As in a Morning Sunrise, Clark fait preuve d'une grande créativité mélodique et de maîtrise pour exprimer la mélodie langoureuse du morceau en exploitant les notes non accentuées et complété par le jeu subtile de Jones,. Le dernier morceau est une ballade interprétée en solo par le pianiste.
| N°     | Titre                           | Compositeur                                             | Durée |
| ------ | ------------------------------- | ------------------------------------------------------- | ----- |
| Face 1 |                                 |                                                         |       |
| 1.     | Be-Bop                          | Dizzy Gillespie                                         | 9:54  |
| 2.     | I Didn't Know What Time It Was  | Lorenz Hart, Richard Rodgers                            | 4:27  |
| 3.     | Two Bass Hit                    | Dizzy Gillespie, John Lewis                             | 3:45  |
| Face 2 |                                 |                                                         |       |
| 4.     | Tadd's Delight                  | Tadd Dameron                                            | 6:02  |
| 5.     | Softly, as in a Morning Sunrise | Oscar II Hammerstein, Sigmund Romberg                   | 6:33  |
| 6.     | I'll Remember April             | Gene de Paul, Pat Johnston, Patricia Johnston, Don Raye | 4:55  |

## Réception
Sur AllMusic, Michael G. Nastos écrit que « les amateurs de jazz mainstream y trouveront beaucoup de plaisir » et il ajoute que « c'est une très bonne introduction aux enregistrements suivants, à la musique qui le caractérisera quelques années plus tard ». L'auteur Richard Cook regrette que le pianiste n'ait pas interprété l'une de ses compositions sur cet album mais remarque qu'il « s'exprime avec plein d'enthousiasme et plein d'idées » et n'hésite pas à insérer dans sa musique quelques touches personnelles pour exprimer son humeur comme sur le solo de Be-bop.